# Begleitungsmusik zu einer Lichtspielszene
Begleitungsmusik zu einer Lichtspielszene is compositie van Arnold Schönberg. Hij schreef er aan tussen 15 oktober 1929 en 14 februari 1930. Het is muziek voor een denkbeeldige filmscène. Hans Rosbaud gaf leiding aan de eerste uitvoering op 28 april 1930 door het Radiosymfonieorkest van Frankfurt, maar die was alleen te horen via de radio. De eerste publieke uitvoering kwam van het Berlijnse Krolloperorkest onder leiding van Otto Klemperer op 6 november van dat jaar. De muziek is geschreven in de twaalftonenreeksstijl. Aangezien filmmuziek vaak een verbrokkeld geheel laat horen in de scènebegeleiding, klinkt deze expressionistische muziek lang niet zo experimenteel als andere stukken van Schönberg. Robert Craft schreef in de begeleidende tekst bij de Naxosuitgave, dat de reeks hier (voor de kenners althans) eenvoudiger te herkennen is dan in andere werk van Schönberg.
De opdracht van het Heinrichshofen Verlag (uitgeverij) was voor muziek voor een bestaande film. Schönberg trok zich daarvan niets aan en kwam met een werk voor een denkbeeldige film. Hij hield zich wel min of meer aan een programma met zijn indeling van het werk (3 doorgecomponeerde delen):
1. Drohendes Gefahr (dreigend gevaar)
2. Angst
3. Catastrophe

Schönberg schreef het voor (klein) orkest:
- 1 dwarsfluit, 1 hobo, 2 klarinetten, 1 fagot
- 2 hoorns, 2 trompetten,1 trombone
- piano, percussie
- violen, altviolen, celli, contrabassen

Er is ook een versie voor kamerorkest met:
- 1 piccolo/dwarsfluit, 1 hobo, 1 klarinet
- harmonium, piano, percussie
- violen, altviolen, celli, contrabassen

## Discografie
- Uitgave Naxos: 
  - Robert Craft met het London Symphony Orchestra
  - Takuo Yuasa met het Ulster Orchestra
- Uitgave EMI Classics: Simon Rattle met Berliner Philharmoniker
- Uitgave Medici Arts: Pierre Boulez met het London Symphony Orchestra
- Uitgave Warner Classics: Giuseppe Sinopoli met het Staatskapelle Dresden